# Eric Reid
Pour les articles homonymes, voir Reid.
(en) Statistiques sur pro-football-reference
Eric Todd Reid, né le 10 décembre 1991 à Baton Rouge en Louisiane, est un joueur américain de football américain évoluant au poste de safety.

## Biographie
Il étudie à l'université d'État de Louisiane et joue alors pour les Tigers de LSU.
Son frère, Justin, est aussi joueur de football américain.

### Carrière professionnelle
Il est sélectionné à la 18e place de la draft 2014 par les 49ers de San Francisco. Il remplace le safety Dashon Goldson (en) parti aux Buccaneers de Tampa Bay. Eric Reid est sélectionné au Pro Bowl dès sa première saison.